# Christmas Tree (Lady Gaga)
Christmas Tree è un brano musicale elettropop cantato da Lady Gaga insieme al DJ francese Space Cowboy. È una canzone natalizia scritta dalla cantante in collaborazione con Rob Fusari e pubblicata come singolo il 16 dicembre 2008, esclusivamente in formato digitale. È stata prodotta da Martin Kierszenbaum e dallo stesso Space Cowboy. Questa canzone è un remake pop della canzone natalizia Deck the Halls.

## Pubblicazione
Christmas Tree è stata distribuita in formato digitale il 16 dicembre 2008 dall'etichetta Interscope Records,. Tuttavia, non è inclusa in The Fame, l'album di debutto della cantante, ma è presente nell'EP The Cherrytree Sessions, più precisamente nella versione del box set The Singles. Il 3 gennaio 2009 è entrata nella Billboard Canadian Hot 100 grazie alle forti vendite digitali, rimanendovi per una settimana alla posizione 79.